# 2026여수세계섬박람회
2026여수세계섬박람회(2026 World Island Exhibition Yeosu Korea)는 2026년 9월 5일부터 11월 4일까지 전라남도 여수시에서 개최된 세계섬박람회이다.

## 개요
- 명칭: 2026여수세계섬박람회(2026 World Island Exhibition YEOSU KOREA)
- 조직위원장: 김영록 전남도지사, 정기명 여수시장, 박수관 (주)YC-TEC 대표이사
- 주제: 섬, 바다와 미래를 잇다. (Island, Connecting the Ocean and the Future)
- 마스코트: 다섬이
- 장소: 주행사장(여수시 돌산읍 진모지구), 부행사장(여수시 개도, 금오도, 여수세계박람회장)
- 기간: 2026년 9월 5일 ~  11월 4일 (2개월간)
- 도입 시설: 주제관(랜드마크), 해양생태관, 미래관, 공동관, 문화관, 마켓관, 섬놀이터, 세계섬식당, 열린문화공간, 아트포토존 등
- 관람 목표: 30개국 / 300만명(내국인 291, 외국인 9)

## 개최
전라남도 여수시에서 2026년 9월 5일부터 11월 4일까지 2개월, 60일간 개최 예정인 엑스포. 주제는 "섬, 바다와 미래를 잇다". 전 세계 30개국이 참가할 예정이다.
여수에서 14년 만에 열리는 박람회이지만 2012 여수 엑스포가 BIE 공인 박람회(인정박람회)로서 개최되었던 것과는 달리 이는 EXPO가 아닌 Exhibition으로 개최된다.
2021년 8월 9일 기획재정부의 국제 행사를 승인 받았으며 전라남도와 여수시가 공동 개최하는 행사로 세계 최초로 '섬'을 주제로 하는 박람회다.
2023년 6월 22일 2026여수세계섬박람회의 종합기본계획이 발표되어 밑그림이 완성되었다. 행사장은 주행사장 1개소, 부행사장 3개소를 포함하며 각각 전시형(주행사장), 체험형(부행사장-개도 및 금오도), 연계형(여수세계박람회장) 컨셉을 달리 정했고, 특이한 점은 행사장에서만 이뤄지는 박람회가 아니라 여수 주요 관내 섬을 다채롭게 체험할 수 있는 행사로 기획되었다는 점이다.
여수는 365개의 섬 브랜드를 지속적으로 홍보하고 있으며 아직 섬박람회와 연계하는 섬이 확정된 것은 아니지만 여수의 대표적인 섬인 거문도, 낭도, 송도, 연도, 대횡간도 등 K-관광섬, 가고 싶은 섬 사업지가 유력할 것으로 보인다.
사업비는 당초 240억 원으로 신청하였으나 최종 212.1억 원으로 조정되었다. 박람회 행사 사업비로는 적은 금액이나 재정 자립도가 전라남도 내에서 높은 여수시에서 중앙 정부와 전라남도의 적극적인 지원을 받아 행사를 풍성하게 개최하기 위해 분주히 노력하고 있다는 후문이다.
2024년 1월에는 섬박람회를 본격적으로 추진할 재단법인 2026 여수세계섬박람회 조직위원회가 구성될 예정이며, 종합기본계획에 따른 세부 사업 실행을 추진하고 본격적인 섬박람회를 준비할 예정이다.
당초에는 개최 기간을 1개월로 잡았으나, 새만금 잼버리의 여파로 폭염 등의 이유로 여름에 개최 기간을 잡는 것이 좋지 않다고 판단되어 개최 시기를 가을로 변경하며 섬박람회인데 1개월은 짧다는 의견이 반영되어 2개월로 연장된다고 한다.